# Amon
(Inno ad Amon-Ra, Papiro Boulaq 17)

Amon come rappresentato precedentemente alla Eresia amarniana.

Amon (Imn, pronunciato Amana nella lingua egizia o Ammone, dal greco antico Ἄμμων?, Ámmōn o Ἅμμων, Hámmōn; lett. "il Misterioso" o "il Nascosto") è una divinità appartenente alla religione dell'antico Egitto. Fu un dio di massima importanza per quasi tutta la storia egizia. È attestato già durante l'Antico Regno (ca. 2680 - 2180 a.C.) con la sua sposa Amonet, come testimonia ad esempio un'iscrizione nella piramide di Pepi II:
(Testi delle piramidi, n°579)

Amon rappresentato come Amon-Ra. Dopo l'eresia amarniana le raffigurazioni della pelle del dio presentano una colorazione blu, un colore che, richiamandosi al cielo, nella percezione teologica dell'epoca risaltava la purezza del dio (vedi sotto).

Durante l'XI dinastia (2160 a.C. - 1944 a.C.) assurse al ruolo di patrono di Tebe, sostituendo Montu. Dopo la ribellione dei prìncipi tebani contro gli hyksos e con il regno di Ahmose I (1539 a.C. - 1514 a.C.), Amon assunse un'importanza nazionale, esplicata dalla sua fusione con il dio-sole Ra nella figura di Amon-Ra. Durante il Nuovo Regno Amon fu de facto il capo del pantheon egizio - con l'eccezione dell'eresia amarniana durante il regno di Akhenaton (1351 a.C. - 1334/3 a.C.). Amon fu il dio creatore, trascendente e creatosi da sé, protettore dei poveri e degli oppressi e oggetto di una devozione estremamente diffusa.
Equiparabile come funzione a Zeus (religione greca) e a Giove (religione romana), la sua posizione di Re degli Dei tendeva ad implicare una sorta di monoteismo virtuale, almeno nei casi in cui tutti gli dei venivano ritenuti sue manifestazioni. Insieme a Osiride, Amon-Ra è il dio che compare con più frequenza nelle fonti egizie. Come divinità principale dell'impero egizio, Amon-Ra fu adorato anche fuori dall'Egitto, nell'antica Libia e in Nubia. Con il nome di Zeus-Ammone, fu venerato anche dai greci.

## Origini e significato del nome
Amon e Amonet compaiono, durante l'Antico Regno, nei Testi delle piramidi: i due facevano parte della antica Ogdoade di Ermopoli. Il nome Amon (scritto imn, pronunciato Amana nella lingua egizia) significa il Misterioso, il Nascosto, come osservò già Plutarco. È anche possibile che derivi dalla parola libica amana, acqua - anche se, eccettuati vaghi riferimenti al Nilo e al mare, non si tratta di un aspetto fondamentale della natura del dio. Gli egizi sottolineavano la difficoltà a risalire al vero significato chiamandolo asha renuː ricco di nomi. Si riteneva che Amon avesse dapprima creato sé stesso e poi il suo entourage. Gli altri membri dell'Ogdoade erano Nun e Nunet, Kuk e Keket, Huh e Huhet.
Con i geroglifici, il suo nome era scritto:
| i | mn · n | C12 |

Imn (pronunciato Amana nella lingua egizia)
Amon divenne il patrono di Tebe alla fine del Primo periodo intermedio, sotto la XI dinastia. Nelle vesti di patrono di Tebe, sua sposa era la dea Mut. La triade tebana era formata da Amon come padre, Mut come madre e dal dio lunare Khonsu come figlio.

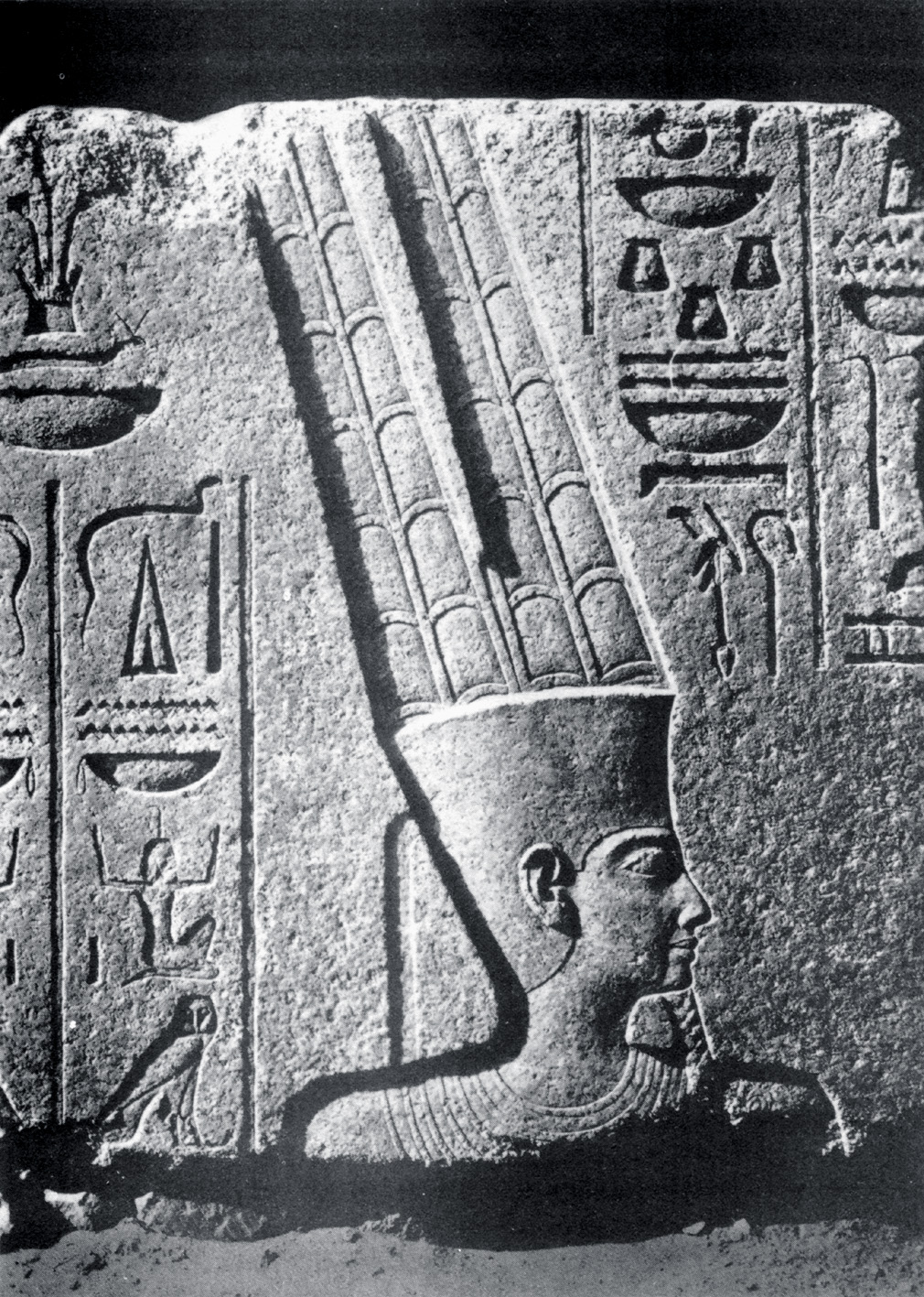
Amon in un bassorilievo nel Complesso templare di Karnak (ca. 1450 a.C.)

Originariamente, Amon veniva dipinto con la pelle rosso-bruna, ma dopo la restaurazione religiosa conseguente al periodo dell'eresia di Akhenaton, si cominciò a raffigurarlo con la pelle blu, a simboleggiare la sua associazione con l'aria e la creazione primordiale nonché con il lapislazzuli che gli Egizi consideravano la pietra più preziosa. Amon è stato rappresentato anche in un'ampia varietà di altre forme.

Rappresentazione di Amon come Amon-Ra, successiva al periodo dell'eresia di Akhenaton.

## Iconografia

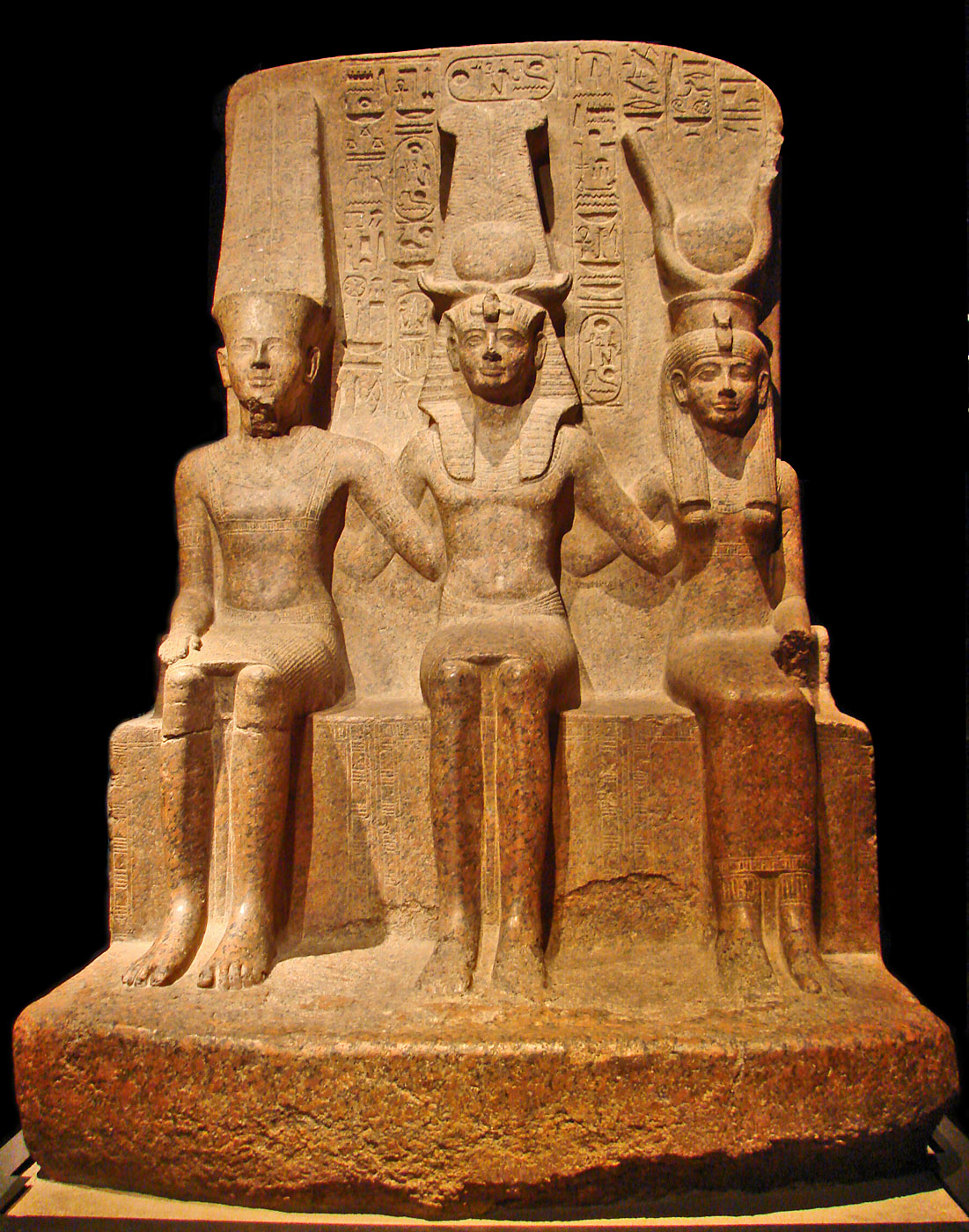
Statua in granito raffigurante Ramses II assiso fra Amon e Hathor. Museo Egizio di Torino.

Amon era comunemente raffigurato con sembianze antropomorfe, talvolta assiso in trono. La sua pelle poteva essere colorata di blu in riferimento al lapislazzuli che, per il suo grande valore, gli egizi associavano alla carne degli dei. La sua corona era costituita da un modio sormontato da due alte piume, forse in riferimento alla natura celeste di Amon (a cui si poteva aggiungere il disco solare per identificarlo con il dio-sole Ra). Ogni piuma era divisa verticalmente in due sezioni a simboleggiare l'equilibrio degli opposti e forse, nello specifico, l'Alto e Basso Egitto; a sua volta ogni sezione era suddivisa in sette parti da segmenti orizzontali (il 7 era considerato un numero magico). In alcune immagini, specie quando associato al dio Min (Min-Amon), era avvolto in un sudario e presentava una vistosa erezione. Era anche sovente rappresentato da un'oca (anser albifrons) che, secondo il mito, avrebbe deposto l'uovo cosmico primordiale da cui si sarebbe generata la vita, e da un ariete con il disco solare tra le corna ricurve. L'associazione con l'ariete nacque probabilmente dall'osservazione della sua energia procreatrice.
Nonostante venisse solitamente rappresentato come un uomo, gli egizi credevano che il vero aspetto di Amon trascendesse ogni immagine visuale; un suo epiteto era Nascosto d'aspetto, misterioso di forma. Tale caratteristica del dio era esemplificata dall'assenza, almeno fino a una certa epoca, di un geroglifico che lo rappresentasse, mentre le altre divinità erano espresse da un geroglifico con le loro sembianze; i geroglifici del nome di Amon si limitano a fornirne i segni fonetici della pronuncia.

## Il Grande Tempio di Amon a Karnak (appena sopra Tebe)
La storia di Amon come patrono di Tebe inizia nel XX secolo a.C., con la costruzione del Recinto di Amon Ra, uno dei quattro grandi recinti che andranno a formare l'immenso Complesso templare di Karnak, sotto il regno di Sesostri I, che regnò tra il 1970 a.C. e il 1920 a.C. Non risulta che Tebe abbia avuto una particolare importanza prima della XI dinastia.
Le grandi costruzioni nel Recinto di Amon ebbero luogo durante la XVIII dinastia, quando Tebe divenne la capitale dell'Egitto. L'edificazione della Grande sala ipostila potrebbe essere iniziata parimenti sotto i Thutmosidi, benché vada attribuita per la maggior parte a Seti I e Ramses II, il regno dei quali copre un'ampia porzione del XIII secolo a.C. Merenptah, tredicesimo figlio e immediato successore di Ramses II, commemorò le sue vittorie sui Popoli del Mare sulle pareti della Prima Corte, la quale segnava l'inizio della strada processionale per il Tempio di Luxor. Questa Grande iscrizione di Karnak (di cui è andato perso un terzo del contenuto) descrive le campagne vittoriose del faraone e il ritorno con il bottino e i prigionieri. Accanto a questa attestazione, compare la Stele della vittoria, che è sostanzialmente una copia della più celebre Stele di Merenptah, rinvenuta nel complesso funerario del faraone. Il figlio di Merenptah, Seti II, innalzò due piccoli obelischi di fronte al Secondo pilone.

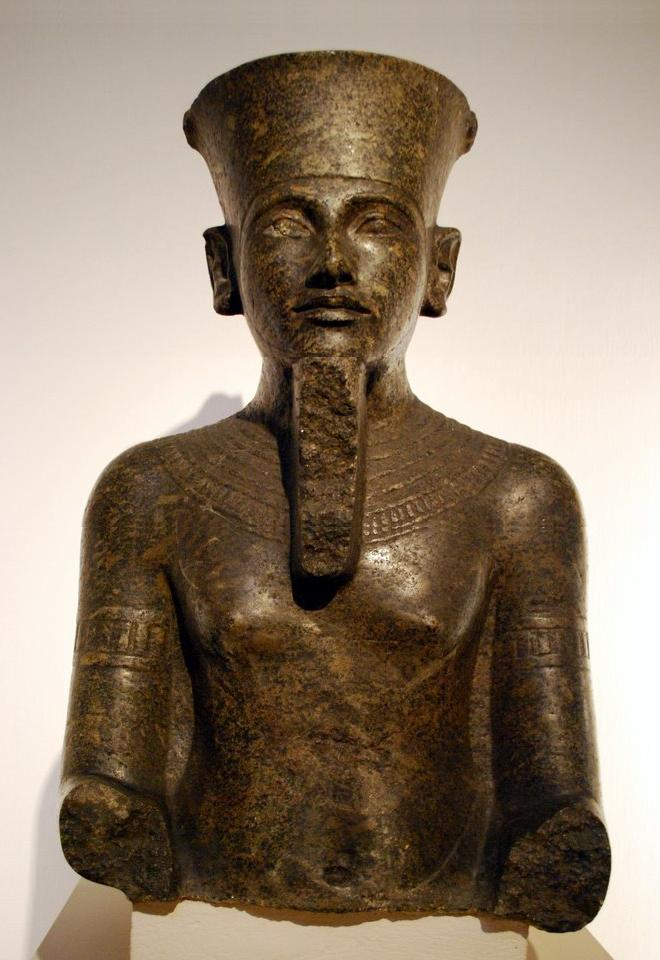
Frammento di una statua di Amon con le sembianze del faraone Tutankhamon (1333 a.C. - 1323 a.C.), in sienite. Museo nazionale di Varsavia.

L'ultimo cambiamento importante nel Recinto di Amon-Ra fu la costruzione del Secondo pilone e le massicce mura di cinta che racchiudevano il Complesso; tutto ciò si deve a Nectanebo I (379 a.C. - 361 a.C.).

### Nell'onomastica reale
A partire dal Medio Regno, vari faraoni portarono nomi teofori, ossia comprendenti il nome di Amonː gli Amenemhat (Amon è il Primo) della XII dinastia, gli Amenhotep (Amon è Contento) della XVIII dinastia e Hatshepsut Henemet-Amon (Prima tra i nobili, Amata da Amon). Il nome Meriamon (Amato da Amon), oppure quello di Sitamon (Figlio di Amon) comparvero nella titolatura reale di numerosi faraoni, dalla XIX dinastia (per esempio, Usermaatra-Setepenra Ramesse Meriamon) fino ad Alessandro Magno (Setepenra-Meriamon) e ai Tolomei (per esempio, Userkara Meriamon).

## Nuovo Regno

### Identificazione con Min e con Ra
Quando l'esercito di Ahmose I, fondatore del Nuovo Regno, espulse i sovrani hyksos dall'Egitto, la città d'origine del vittorioso faraone, Tebe, divenne la città più importante del Paese, la capitale della nuova dinastia. Così Amon, patrono della nuova capitale, divenne la divinità nazionale. I faraoni della XVIII dinastia, forse la più gloriosa della storia egizia, attribuirono ogni loro successo alla protezione e all'intervento di Amon e spesero una gran parte della loro ricchezza e dei bottini delle guerre nell'edificazione di templi dedicati ad Amon, cui diedero un prestigio ineguagliato.

Amon raffigurato come Amon-Min con il caratteristico fallo eretto e il correggiato.

Il successo che sovente accompagnò i faraoni adoratori di Amon contro i loro nemici stranieri portò a vedere questo dio come avvocato dei bisognosi, garante della giustizia per i poveri. Siccome Amon era garante di ordine, giustizia e benevolenza (virtù incarnate dalla dea Maat), coloro che gli rivolgevano preghiere erano tenuti a dimostrarsene degni, previa una confessione delle loro mancanze. Come patrono di coloro che viaggiavano in nome suo, Amon divenne Protettore della strada. Stele votive provenienti dal villaggio degli artigiani di Deir el-Medina riportano:

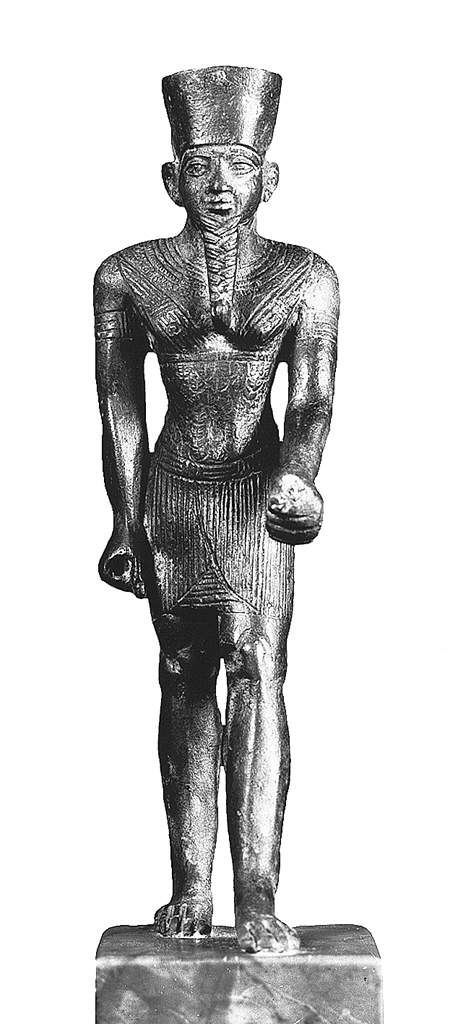
Statuetta di Amon in bronzo fuso, risalente al Nuovo Regno. Walters Art Museum, Baltimora.

Successivamente, quando l'Egitto conquistò Kush, la principale divinità dei kushiti fu assimilata ad Amon. La divinità kushita aveva la testa di un lanoso ariete dalle corna ricurve; Amon gli fu accostato anche iconograficamente. Poiché gli arieti erano simbolo di virilità e prestanza sessuale, Amon divenne anche un dio della fertilità, assorbendo l'identità del dio Min. Ne derivò il dio Amon-Min. Questa correlazione con la virilità gli valse l'epiteto di Kamutef, che significa Toro di sua Madre, forma in cui compare sulle pareti di Karnak, itifallico e munito di uno speciale flagello (il correggiato), così come veniva rappresentato Min. Man mano che il culto di Amon guadagnò importanza, il dio fu sempre più identificato con la divinità maggiormente adorata nelle altre zone dell'Egitto: il dio-sole Ra; da dio del vento e dell'aria, Amon divenne così una divinità solare. Dalla assimilazione di queste due divinità di sommo prestigio nacque la figura di Amon-Ra. In un inno, Amon-Ra è così descritto:

### L'eresiadi Akhenaton
Durante l'ultima fase della XVIII dinastia, il faraone Akhenaton (noto anche come Amenofi IV) disapprovò l'immenso potere politico ed economico del tempio di Amon e, soprattutto, del suo clero e accentuò il culto di Aton, divinità che si manifestava nel disco solare, sia simbolicamente che letteralmente. Akhenaton sfregiò i simboli delle divinità tradizionali e basò tutte le sue pratiche religiose sul solo dio Aton. Spostò la capitale da Tebe a una nuova città che provvide egli stesso a fondare, Akhetaton, ma questo brusco cambiamento risultò molto impopolare fra i sacerdoti di Amon, che si videro privati di un potere in precedenza poco meno che regale. La religione dell'Egitto era completamente legata al potere territoriale, e il faraone stava al vertice in entrambi i campi: era infatti il primo sacerdote del Regno, sommo sacerdote del tempio di Amon nella capitale, e i suoi immediati sottoposti, importanti consiglieri, erano parimenti capi religiosi - molti addetti alla burocrazia terriera. 
L'introduzione dell'atonismo da parte di Akhenaton costituì di fatto una adorazione enoteistica, o monolatrica, di Aton in aperta competizione con quella di Amon. Le lodi tradizionali rivolte ad Amon furono riprese nelle preghiere ad Aton, in particolare nel Grande Inno ad Aton. Quando Akhenaton morì, intorno al 1324/3 a.C., il clero di Amon-Ra riaffermò il proprio prestigio. Il nome di Akhenaton fu cancellato dai monumenti, dalle cronache e dai registri, i suoi atti religiosi e politici annullati, e la capitale tornò a Tebe. Il ritorno alla vecchia capitale e al suo dio fu compiuto così rapidamente che a lungo parve che il monoteismo di Akhenaton non fosse mai esistito. I sacerdoti persuasero il suo giovane figlio e faraone, Tutankhaton (il cui nome significava Immagine Vivente di Aton) a mutare nome in Tutankhamon, ossia Immagine Vivente di Amon.

## Teologia
Durante i cinque secoli del Nuovo Regno, Amon venne talvolta identificato con l'intero pantheon egizio, al punto di dar vita a quel che è stato definito un monoteismo virtuale (che sarebbe stato attaccato, a sua volta, dall'enoteismo di Akhenaton). Dopo essere stato solamente dio del vento, a un certo punto Amon venne identificato con il dio-sole Ra, il quale godeva invece di grandissima venerazione già dagli inizi della cultura egizia. Venne successivamente fuso con il dio Min, dio della fertilità e della creazione: così, Amon-Ra assunse le caratteristiche di divinità solare, dio creatore e dio della fertilità, oltre ad essere patrono della dinastia e della capitale. In un inno ad Amon preservatosi sul Papiro di Leida I-350, Amon, Ra e Ptah sono concepiti come una trinità composta di dei distinti ma uniti pur nella loro pluralità:
(Inno ad Amon, Papiro Leiden I-350, Capitolo n°300)

## Terzo Periodo Intermedio

### La Dinastia dei Primi Profeti di Amon
Sebbene non sia considerata una vera dinastia, quella dei Primi Profeti di Amon a Tebe accumulò un potere e un'influenza tali da governare effettivamente l'Egitto dal 1080 a.C. e il 943 a.C. Dal tempo in cui Herihor fu proclamato primo Sommo Sacerdote regnante, nel 1080 a.C., nel 19º anno di regno di Ramses XI, la carica suprema nel clero di Amon garantiva un notevole ascendente sull'economia del Paese. I sacerdoti di Amon possedevano i due terzi di tutte le terre di proprietà templare in Egitto, il 90% delle navi del Paese e molte altre risorse. Di conseguenza, il Sommo Sacerdote di Amon era potente come il faraone, se non di più. Uno dei figli del Sommo Sacerdote Pinedjem I salì infine sul trono dell'Egitto e regnò effettivamente per quasi mezzo secolo (1047 a.C. - 1001 a.C. oppure 1039 a.C. - 993 a.C.) con il nome di Psusennes I, mentre il Sommo Sacerdote Psusennes III regnò come faraone con il nome di Psusennes II (ultimo sovrano della XXI dinastia egizia).

### Declino
Nel X secolo a.C. la incontrastata predominanza di Amon in tutto l'Egitto cominciò a declinare. A Tebe, comunque, il suo culto continuò senza interruzione, specialmente con la nubiana XXV dinastia (747 a.C. - ca. 656 a.C.), essendo Amon anche il dio nazionale della Nubia. Il Tempio di Amon a Gebel Barkal, fondato nel Nuovo Regno, divenne il centro religioso del Regno di Kush. La Stele della vittoria di Pianki (metà dell'VIII secolo a.C.) distingue fra un Amon di Napata e un Amon di Tebe. Tanutamani, ultimo faraone della dinastia nubiana, portava ancora un nome teoforo con riferimento ad Amon (-amani) nella forma nubiana Amani.

## Amon oltre i confini dell'Egitto

### In Nubia, Sudan e Libia
Nelle aree esterne all'Egitto dove gli egizi avevano precedentemente portato il culto di Amon, questo sopravvisse fino all'epoca classica. In Nubia, dove il suo nome era pronunciato Amane o Amani, rimase la divinità nazionale, con il suo collegio sacerdotale, a Meroe e Nobazia, nella cui politica l'oracolo del dio aveva un peso enorme: per esempio nel designare i governanti e nella direzione della guerra. Secondo Diodoro Siculo (Biblioteca storica, 3.2.6), i più eminenti sacerdoti di Amon avrebbero avuto il potere di spingere i loro sovrani al suicidio, finché questo loro potere non ebbe termine con il loro sterminio da parte di Arakamani I (o Ergamenes), nel III secolo a.C.
In Sudan ebbe inizio, nel 2000, una campagna di scavi presso un tempio di Amon a Dangeil, sotto la direzione del Dr. Salah Mohamed Ahmed e della Dr.ssa Julie R. Anderson del National Corporation for Antiquities and Museums (NCAM) e del British Museum rispettivamente. Le scoperte indicano che il tempio sarebbe stato distrutto dal fuoco; la spettrometria di massa con acceleratore e il carbonio-14 delle travi del soffitto carbonizzato hanno permesso di collocare cronologicamente l'ultima costruzione dell'edificio al I secolo a.C., data confermata dalle ceramiche e dalle iscrizioni rinvenute. Dopo la sua distruzione da parte del fuoco, il tempio fu abbandonato e andò rapidamente in rovina.
In Libia rimase in attività un oracolo di Amon, isolato nel mezzo del deserto libico, presso l'oasi di Siwa. Il culto di Amon fu introdotto in Grecia in un'epoca piuttosto precoce, probabilmente passando attraverso la colonia greca di Cirene, che verosimilmente si legò al grande oracolo di Amon a Siwa poco dopo la propria fondazione. Iarba, un mitico re libico, fu considerato figlio di Amon: il poeta latino Virgilio lo definì Hammone satus, nato da Ammone.

### Nel Medio Oriente
La Bibbia, e più precisamente i Neviìm (i libri dei profeti), redatti probabilmente nel VII secolo a.C., menzionano esplicitamente Amon, per due volte, in riferimento a Tebe (in ebraico נא אמו, No Amown):
(Libro di Geremia, 46: 25)
(Libro di Naum)

## Amon nell'antichità classica
Amon, venerato dai greci come Ammone (Ἄμμων), ebbe un tempio e una statua, dono di Pindaro (518 a.C. - 438 a.C.) nella Tebe greca, e un altro a Sparta; gli abitanti di Sparta - attesta Pausania - furono i primi fra tutti i greci a consultare l'oracolo di Ammone in Libia. Ad Afiti, città della Calcide, Amon era venerato già dai tempi di Lisandro (ca. 440 a.C. - 395 a.C.) con grande zelo: una leggenda vuole infatti che il generale spartano sia stato convinto a porre fine all'assedio di Afiti proprio da un ammonimento in sogno del dio egizio. Pare che Pindaro abbia composto un inno ad Ammone (fr.36 Maehler). A Megalopoli il dio era raffigurato con testa d'ariete, mentre i greci della Cirenaica fecero dono a Delfi di una biga con una statua di Amon.

### Alessandro Magno e l'oracolo di Amon
La reputazione di Ammone presso i greci fu tale che Alessandro Magno si recò presso il grande oracolo di Amon a Siwa, durante l'occupazione dell'Egitto, dove fu dichiarato figlio di Amon. Per raggiungerlo dovette percorrere 200 miglia fino a quella che in seguito verrà chiamata Marsa Matruh, recandosi dunque all'oasi di Siwa nel deserto libico. Questo viaggio fu forse intrapreso perché Alessandro sapeva che lo avevano compiuto in precedenza Perseo ed Eracle. I resoconti vennero scritti venti mesi dopo l'accaduto, quindi il dialogo intercorso potrebbe essere stato inventato conoscendo i successivi avvenimenti favorevoli al dio Alessandro: da quel momento Alessandro (che regnò come faraone con i nomi Setepenra-Meriamon, cioè Eletto da Ra e Amato da Amon) cominciò infatti a considerarsi divino (e Amon fu identificato con Zeus, continuando a essere la divinità principale della Tebe egizia). Le domande che pose furono più di una: inizialmente, chiese se avesse vendicato la morte del padre, ma gli venne risposto che non si trattava di suo padre in quanto lui era una divinità; allora riformulò la domanda chiedendo se degli uccisori di Filippo vi era rimasto qualcuno ancora in vita e se sarebbe diventato signore degli uomini. La risposta fu positiva per entrambe le richieste. Si narra che in quell'occasione l'oracolo compì un piccolo errore di pronuncia dicendo paidios (figlio di Zeus) invece di paidion (figlio), offrendogli in tal modo un punto di partenza per l'istituzione di un culto divino incentrato sulla sua persona.  Nel Romanzo di Alessandro, il condottiero compare nell'atto di scrivere lettere firmandole come figlio di Ammone; nel Libro di Daniele, nella Bibbia, Alessandro è descritto allegoricamente come un conquistatore dalle corna d'ariete (o capro) che abbatte il montone dell'Impero persiano:
(Libro di Daniele 8, 5-7)

## Inni ad Amon nel Papiro di Leida I-350
Il Papiro di Leida I-350, la cui provenienza non è certa (forse Menfi), ma probabilmente ascrivibile al regno di Ramses II (1279 a.C. - 1213 a.C.), fu acquistato nel 1829 dal Rijksmuseum van Oudheden di Leida, nei Paesi Bassi. Tale documento, del quale la prima parte è perduta, è una raccolta di inni ad Amon - per la precisione ventotto capitoli, con un inno per ciascun capitolo: i primi nove numerati da 1 a 9, i nove successivi da 10 a 90, e da 100 a 1000 gli ultimi dieci.
Trecentesimo capitolo.
Tutti gli dei sono tre:
Amon, Ra e Ptah - che sono senza pari.
Il nome della sua natura nascosta è Amon,
egli è Ra nel volto, il suo corpo è Ptah.
Le loro città sono sulla terra, fissate per la durata dell'eternità:
Tebe, Eliopoli e Menfi sono state rese perennemente stabili.
[…] Vita e morte dipendono da lui per tutti -
eccetto che per lui, Amon, insieme a Ra [e Ptah]; totale: tre.»
(Inno ad Amon, Papiro Leiden I-350, Capitoli n°90 e n°300)

## Galleria d'immagini

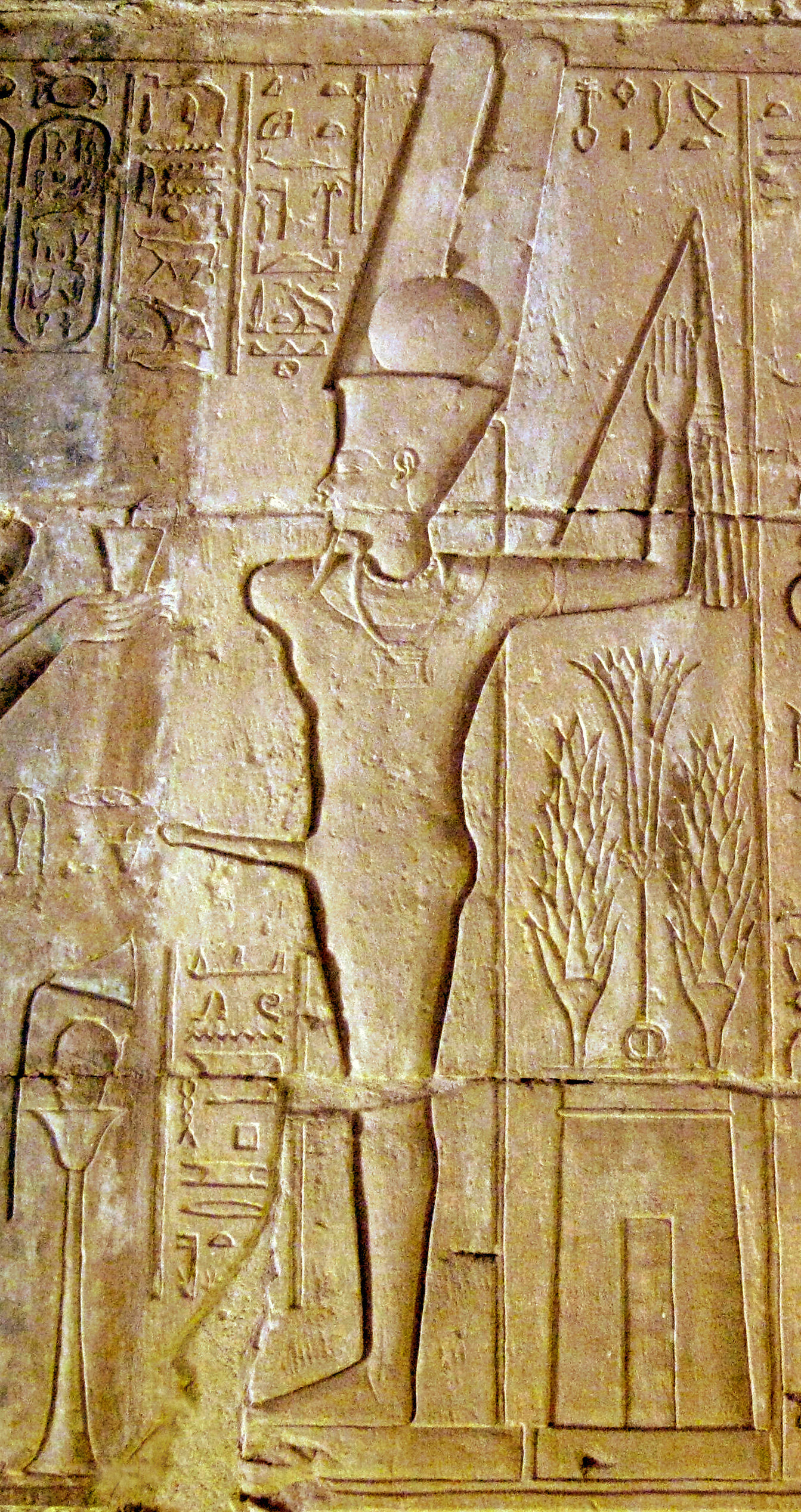
Amon-Min, con il fallo eretto e il flagello, sulle pareti del tempio di Deir el-Medina.
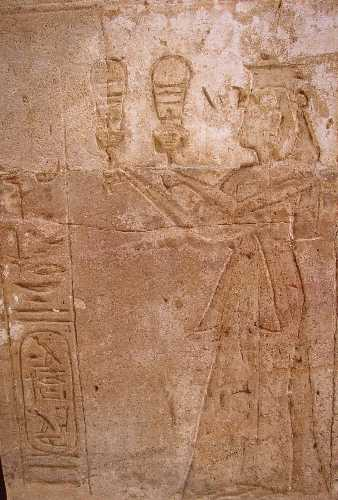
La regina Tausert nelle vesti di Divina Sposa di Amon, mentre suona il sistro. Tempio di Amon ad Amada, Nubia.
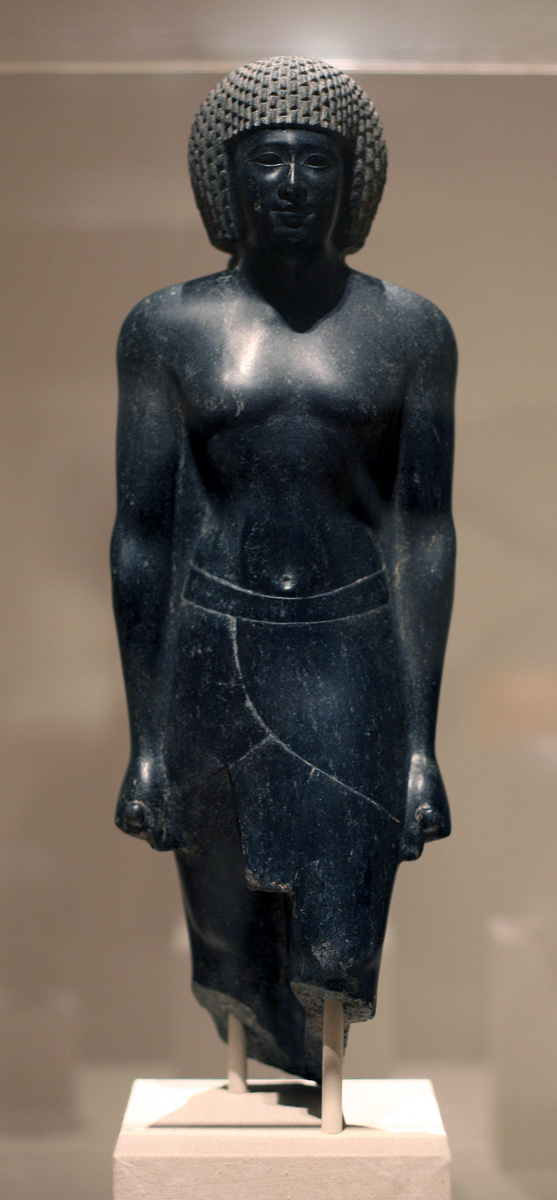
Statua di sacerdote di Amon (Statua Dattari), in diorite, risalente al Periodo tardo dell'Egitto, Brooklyn Museum, New York.
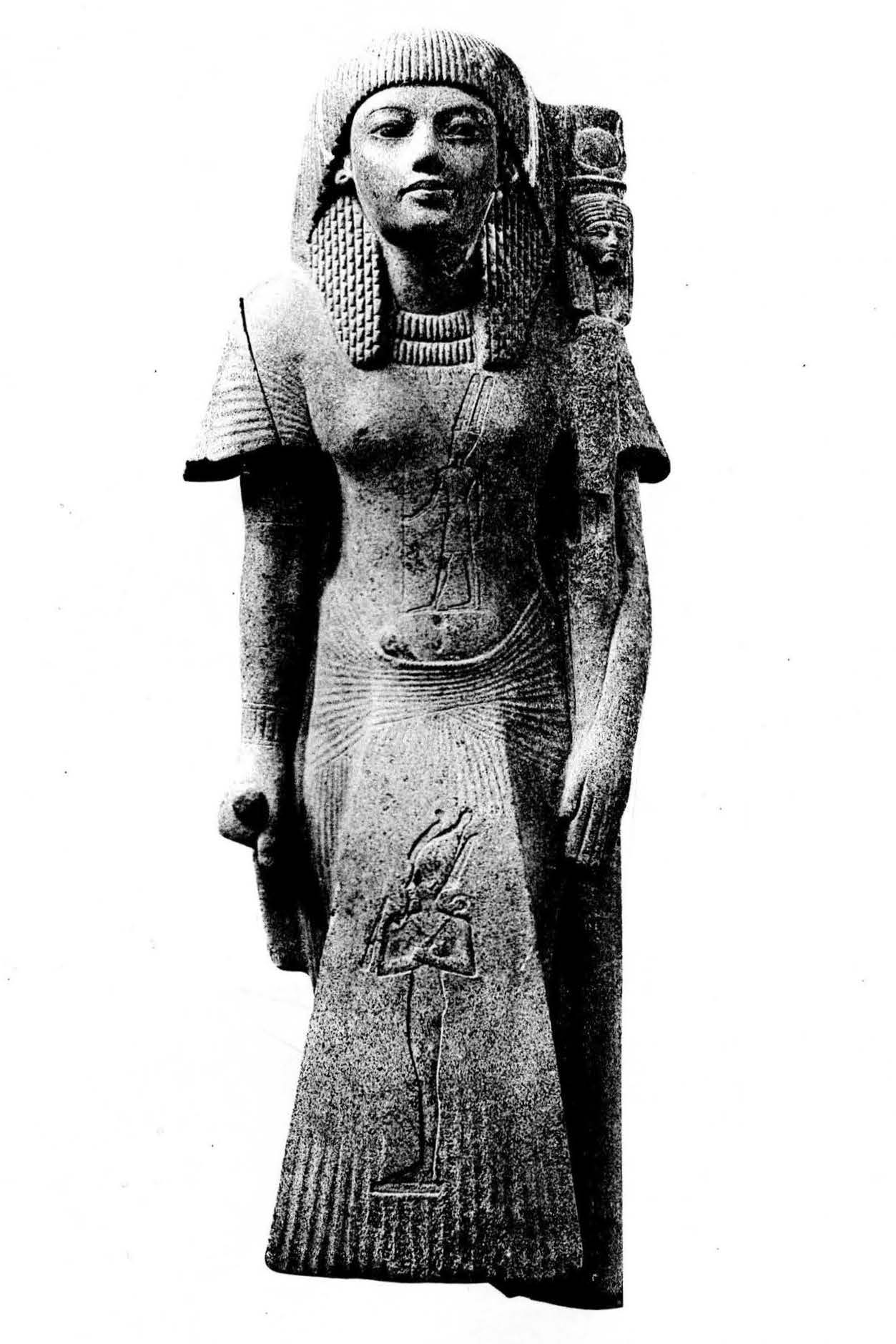
Statua del principe Sheshonq C, figlio di re Osorkon I e Primo Profeta di Amon. Museo egizio del Cairo.
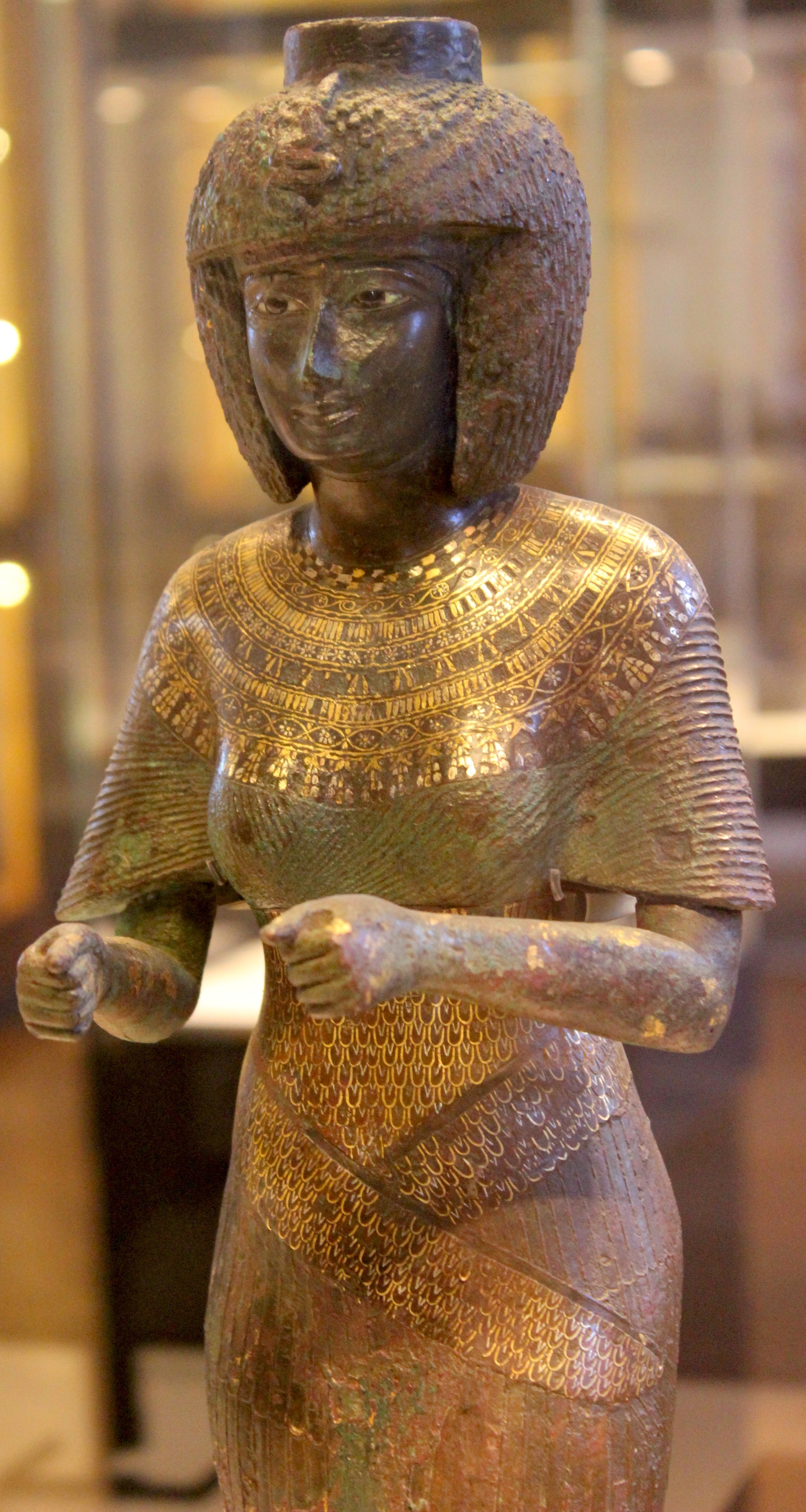
Statua della principessa Karomama Meritmut, figlia di re Osorkon II, nelle vesti di Divina Sposa di Amon, in bronzo damaschinato d'oro e argento. Museo del Louvre, Parigi.
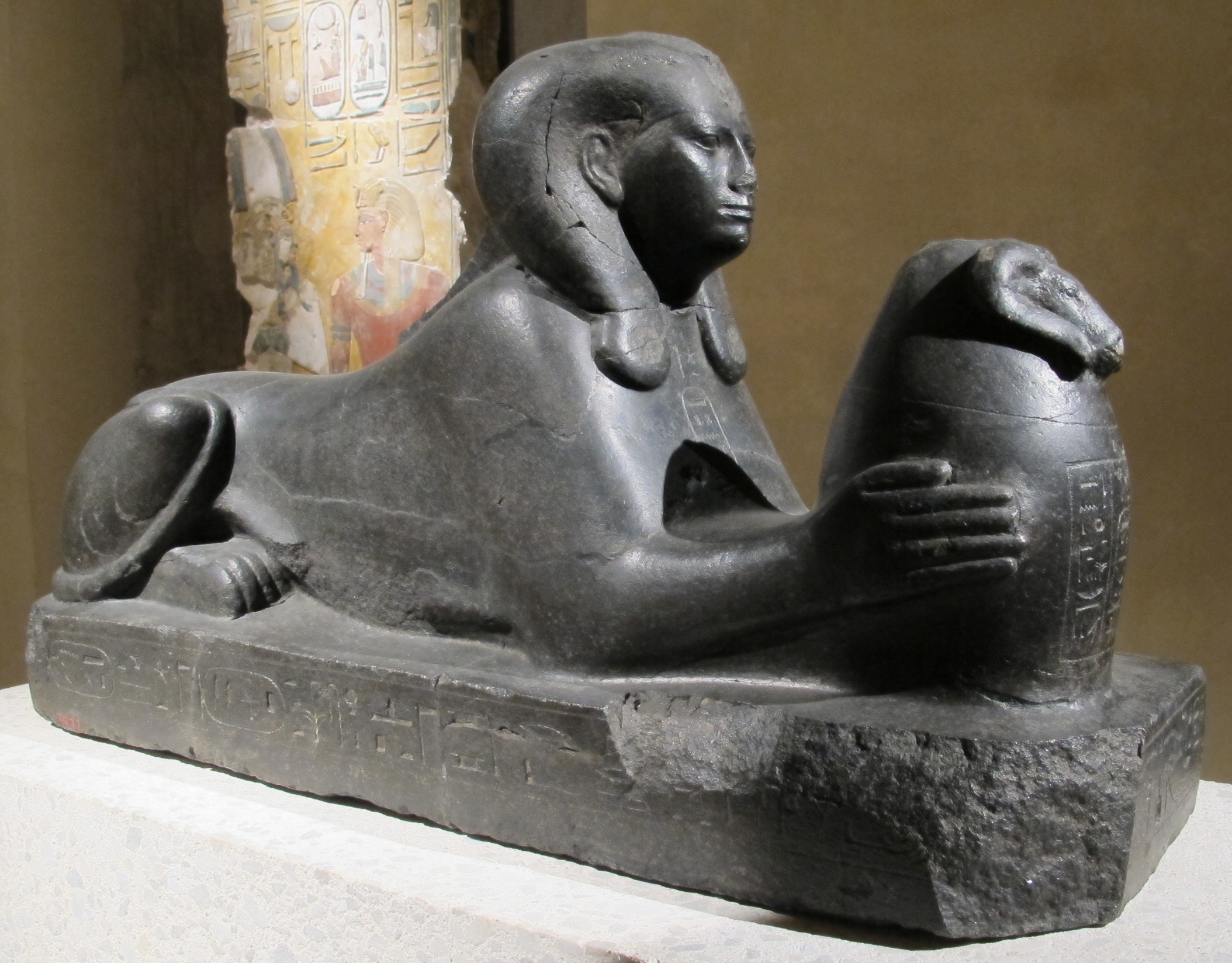
Sfinge della principessa Shepenupet II, figlia di re Pianki, Divina adoratrice di Amon, in granito. Ägyptisches Museum und Papyrussammlung, Berlino.
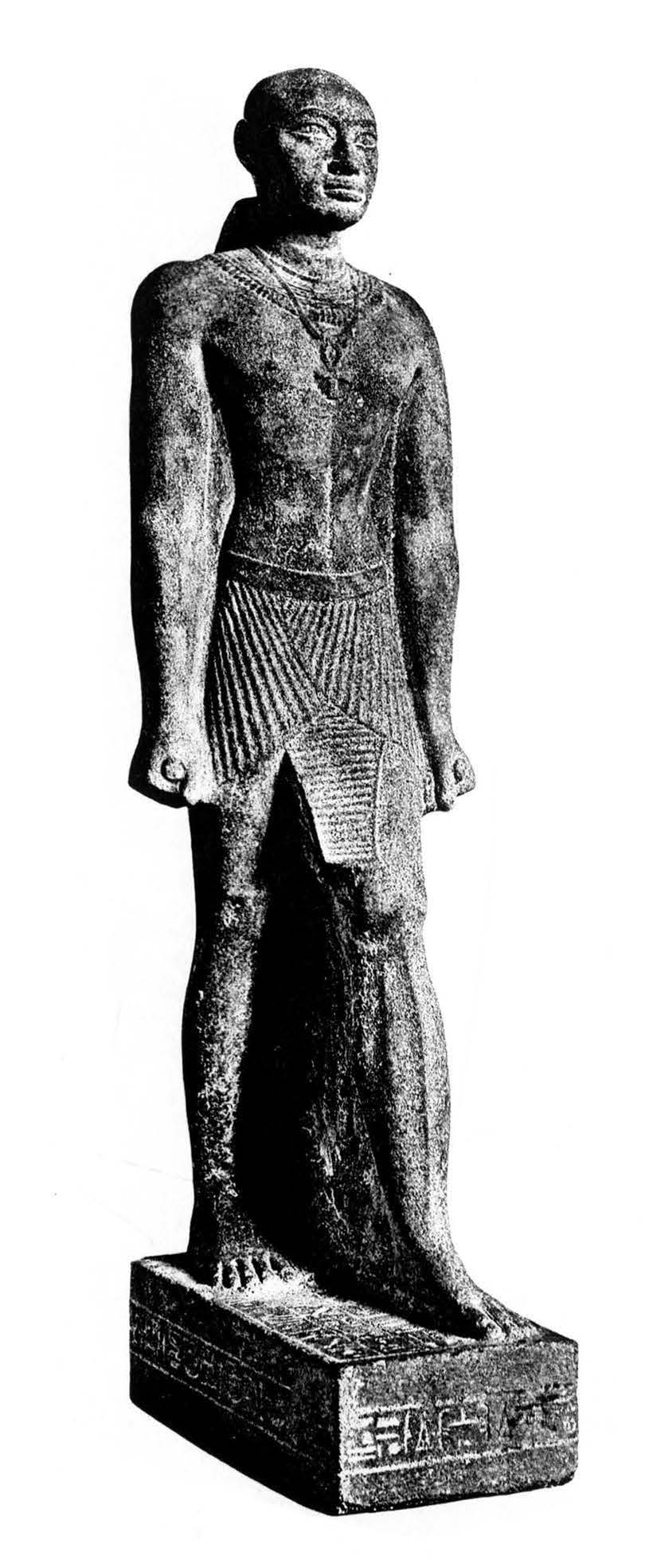
Statua del principe Horemakhet, figlio di re Shabaka e Primo Profeta di Amon. Museo nubiano, Assuan.
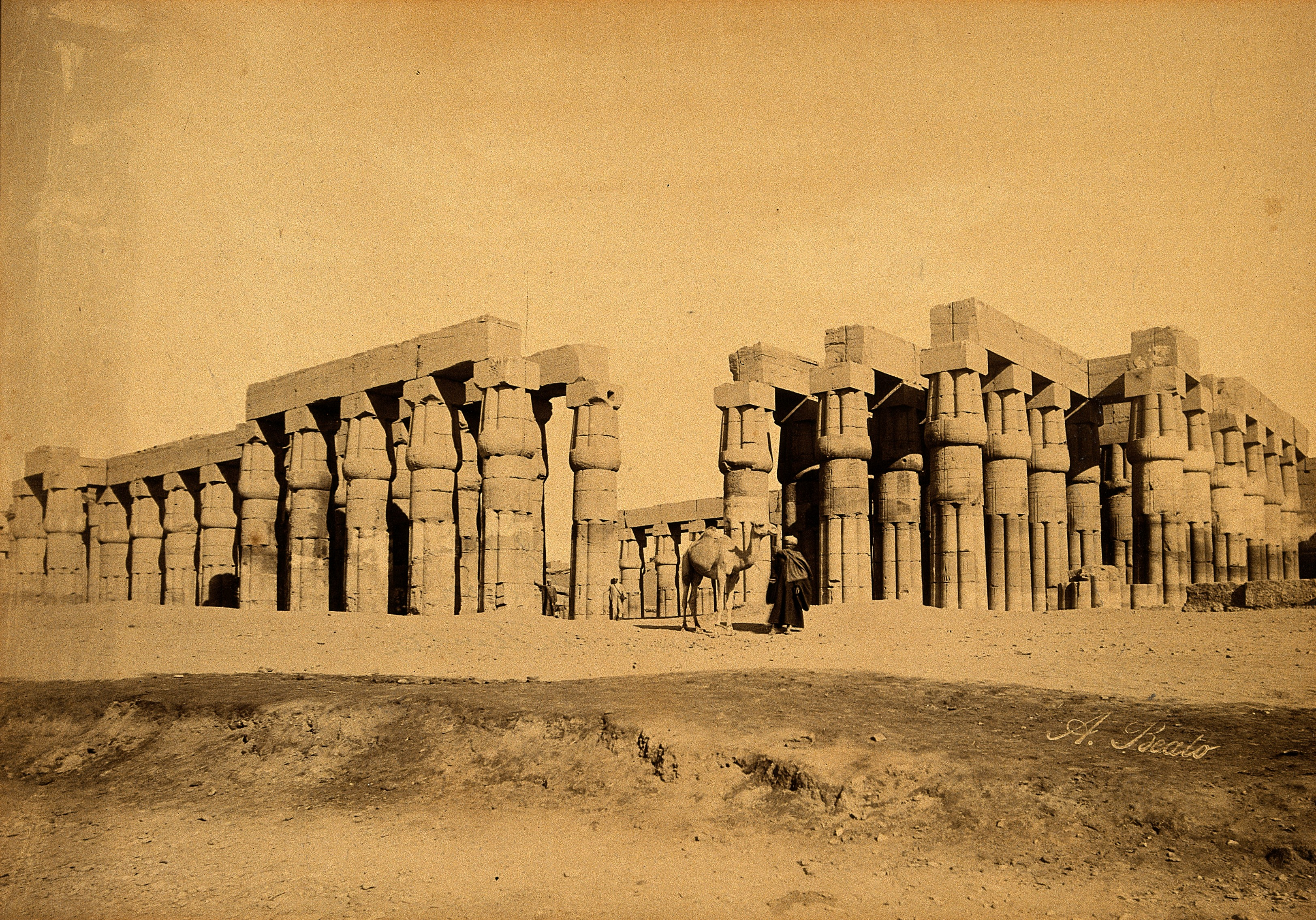
Veduta del Tempio di Amon-Ra a Luxor. Fotografia d'epoca (1870).
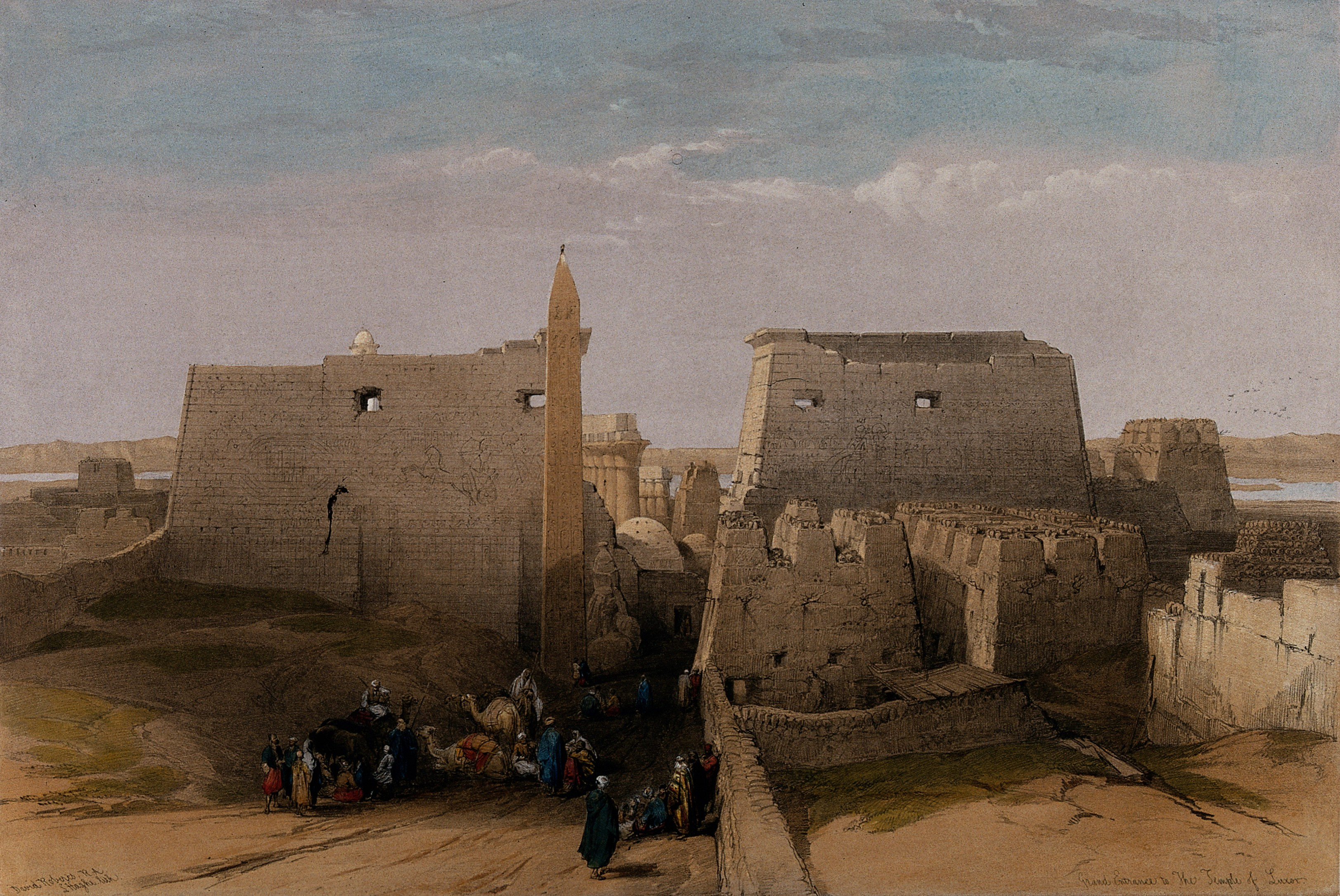
Entrata del Tempio di Amon-Ra a Luxor. Acquerello di David Roberts.
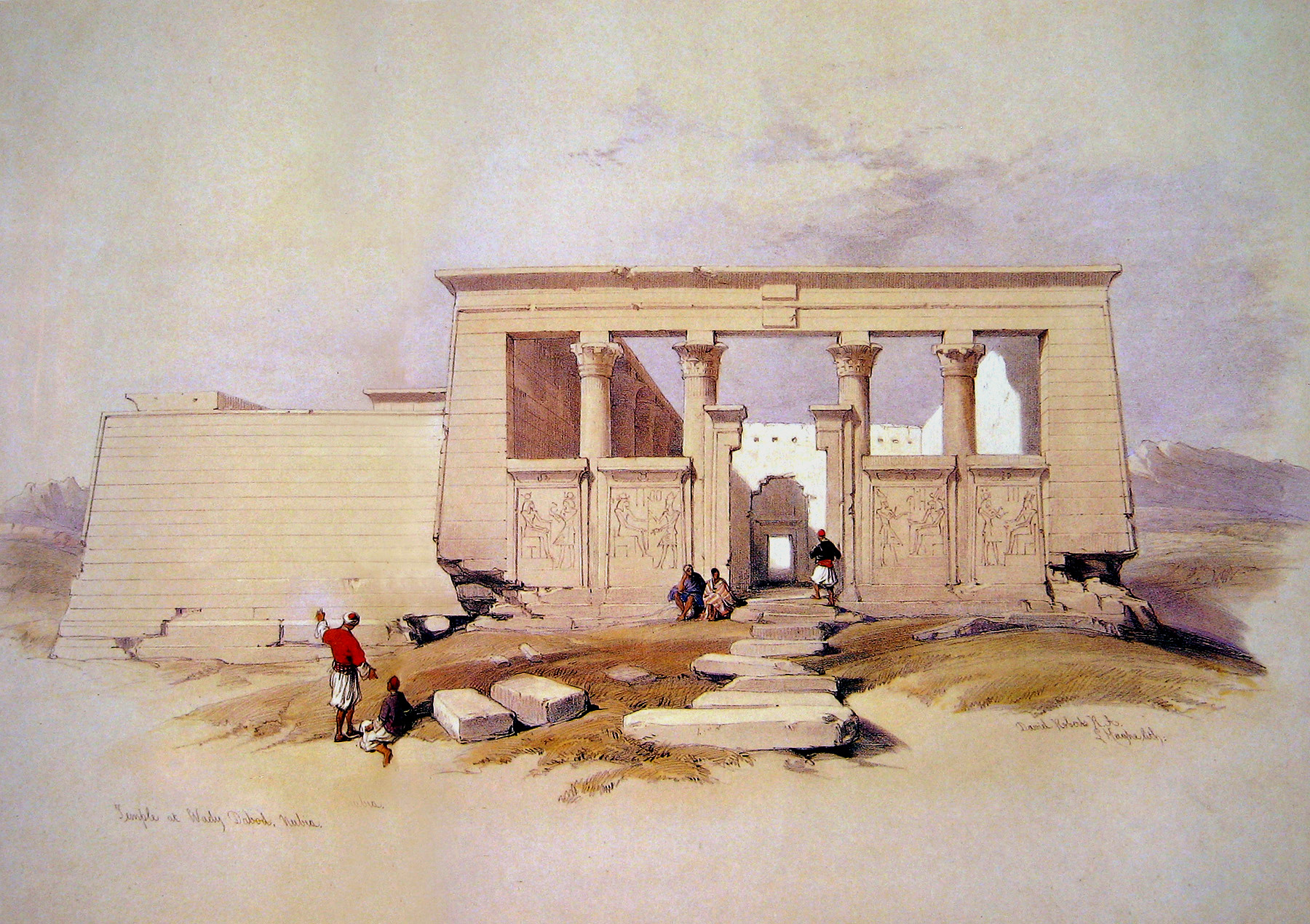
Tempio di Amon a Debod, originariamente in Nubia, oggi a Madrid. Acquerello di David Roberts.
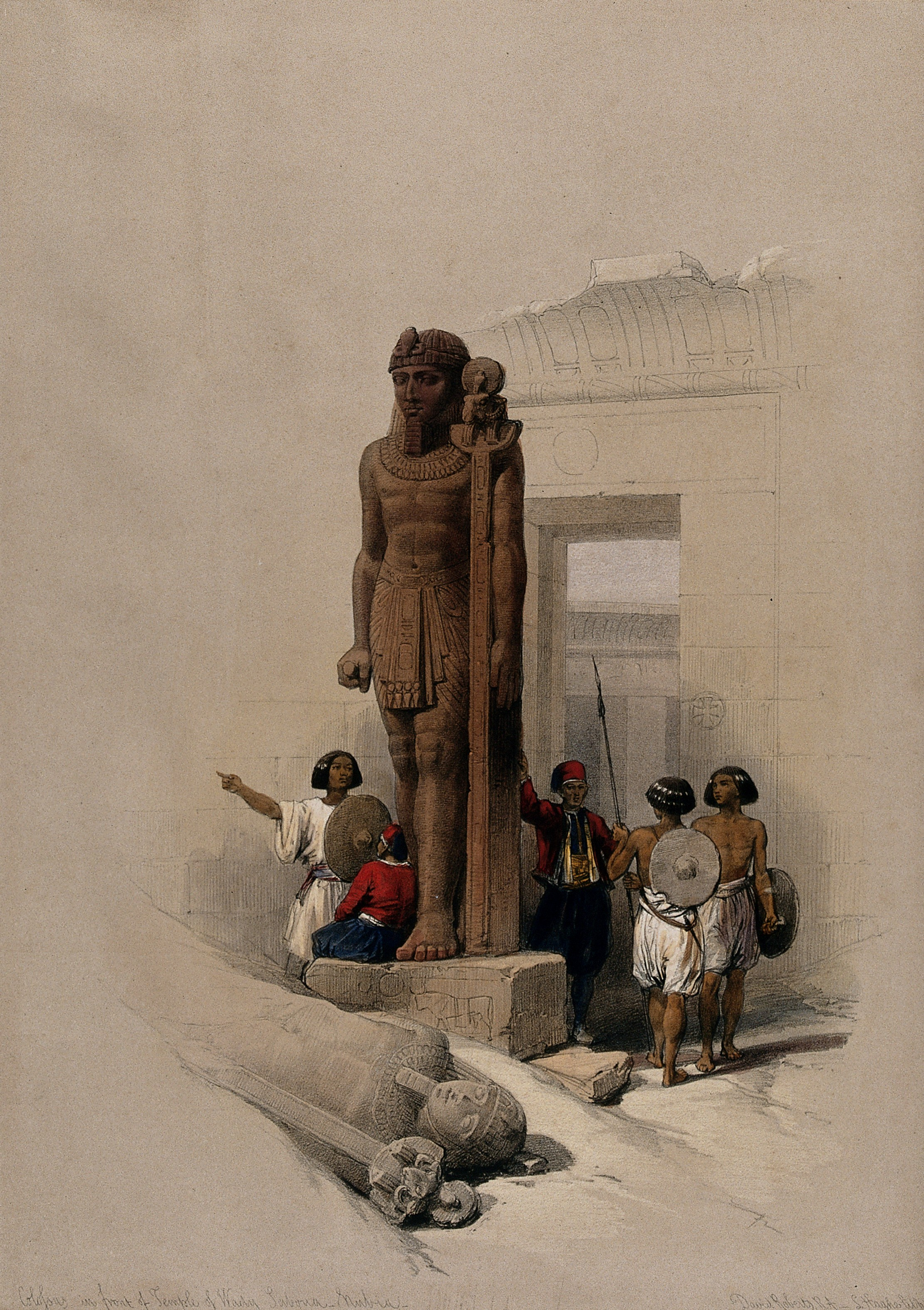
Scorcio del Tempio di Amon allo Uadi es-Sebua, in Nubia. Acquerello di David Roberts.
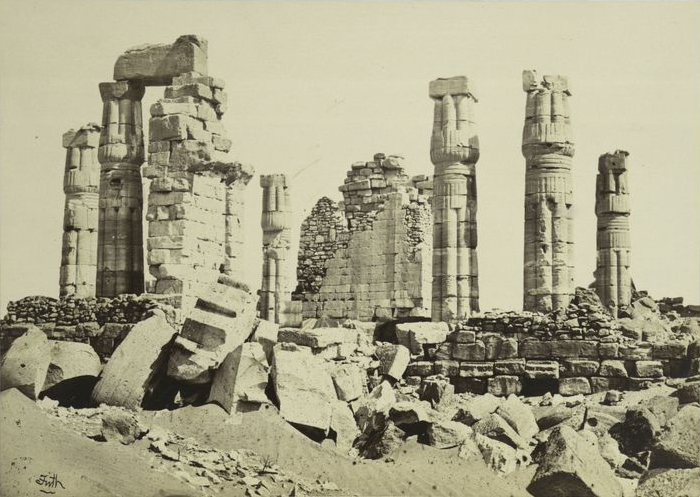
Rovine del Tempio di Amon a Soleb, in Nubia. Fotografia d'epoca (1862).
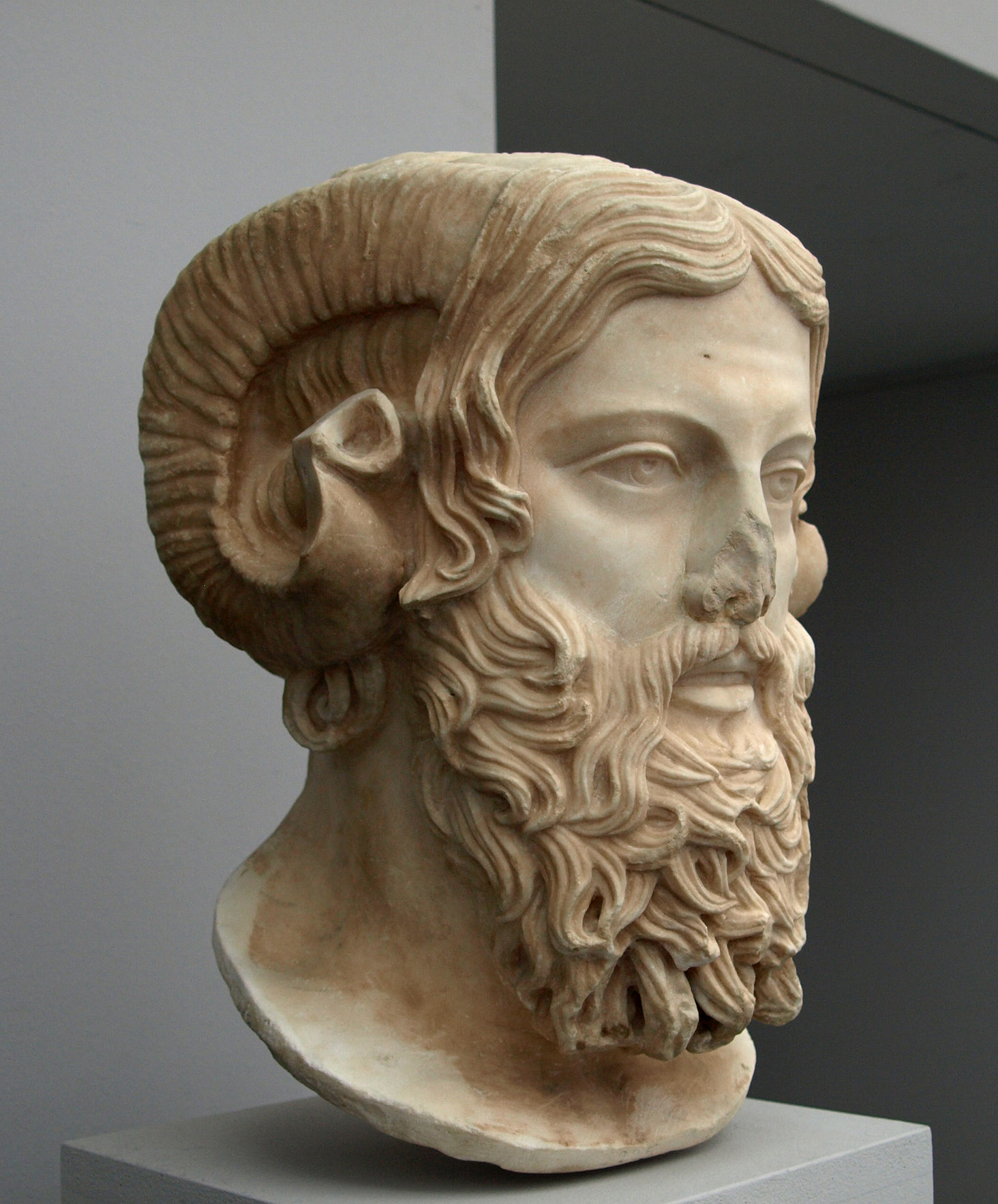
Testa di Zeus-Ammone, copia romana di un originale greco del V secolo a.C. Staatliche Antikensammlungen, Monaco di Baviera.